# Aduarderdiep
 (février 2016).
Si vous disposez d'ouvrages ou d'articles de référence ou si vous connaissez des sites web de qualité traitant du thème abordé ici, merci de compléter l'article en donnant les références utiles à sa vérifiabilité et en les liant à la section « Notes et références ».
L'Aduarderdiep est un canal néerlandais de la province de Groningue.

## Géographie
L'Aduarderdiep est situé dans l'ouest de la province de Groningue, à l'ouest de la ville de Groningue. Il est la continuation du Peizerdiep (ou Koningsdiep), qui commence au croisement avec le Hoendiep à Vierverlaten. À Aduarderzijl, l'Aduarderdiep se jette dans le Reitdiep. Environ à mi-chemin, il croise le Canal Van Starkenborgh.
Le canal a trois branches qui s'en détachent :
- La Zuidwending, une autre liaison avec le Hoendiep, vers De Poffert,

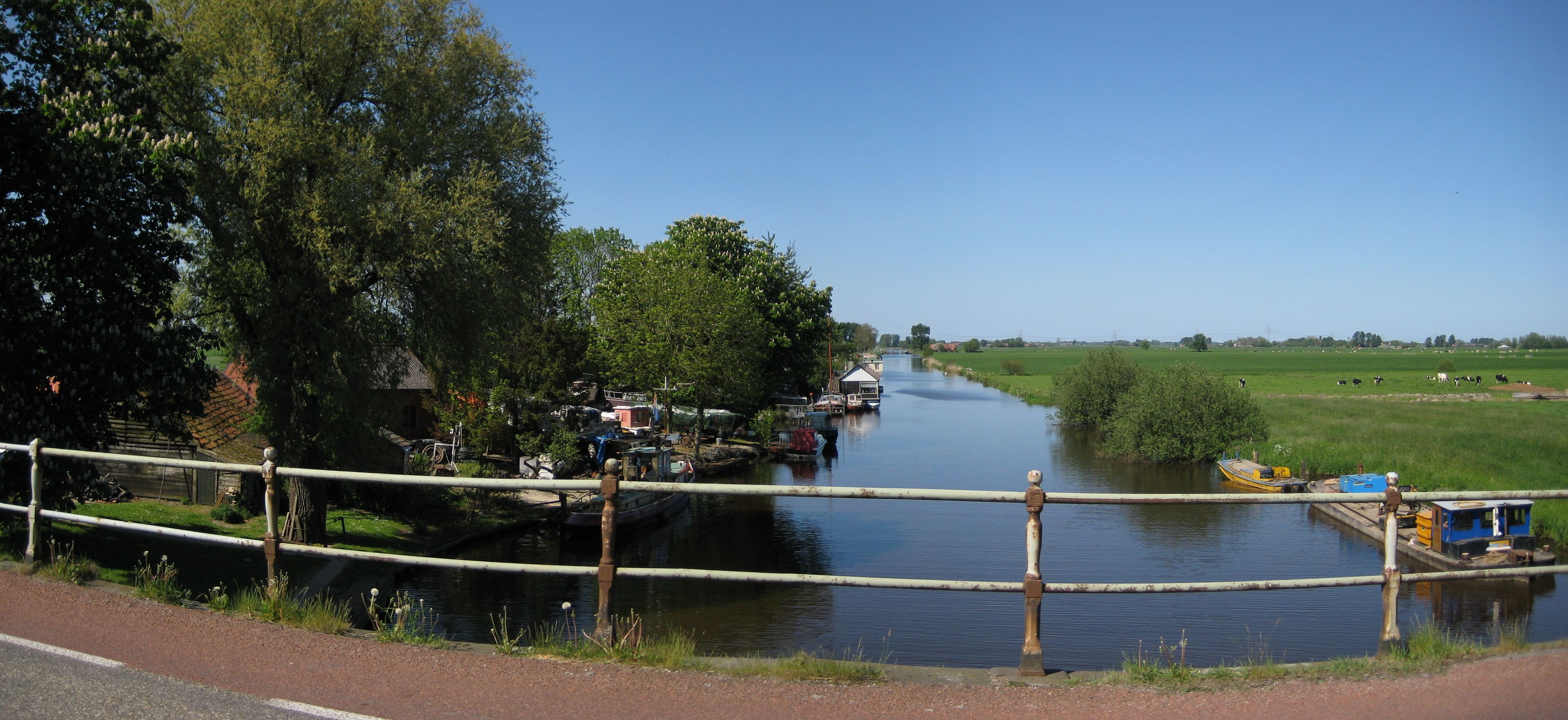
Aduarderdiep, Steentil (2008)

- Le Lindt, vers Aduard,
- L'Oldehoofskanaal, vers Oldehove.

## Histoire
Le canal a été creusé au XIVe siècle, probablement par les moines du monastère d'Aduard.